# 오타카네촌
오타카네촌(大高根村)은 야마가타현 기타무라야마군에 있던 촌이다. 현재의 무라야마시 북서쪽 끝, 모가미강 좌안에 해당하며, 성립 당시에는 오이시다정 남부도 포함한다.

## 역사
- 1889년 4월 1일 - 정촌제 시행에 의해 5촌의 구역을 가지고 성립하였다.
- 1901년 5월 5일 - 오아자 요코야마, 다자와가 분립해, 요코야마촌이 성립하였다.
- 1955년 1월 1일 - 
  - 무라야마시에 편입, 동일 오타카네촌은 폐지되었다.
  - 요코야마촌이 오이시다정, 가메이다촌과 합병해, 새로운 오이시다정이 성립하였다.

## 교통

### 도로
- 니시부 가도

## 참고문헌
- 角川日本地名大辞典 6 山形県